# A fiú csak rajzol (Family Guy)
A fiú csak rajzol (angolul The Son Also Draws, további ismert magyar címei: És a srác csak rajzol... , Az utolsó cserkész) a Family Guy első évadjának a hatodik része, melyet az amerikai FOX csatorna mutatott be 1999. május 9-én, egy héttel az ötödik epizód után. Magyarországon a Comedy Central mutatta be 2008. október 9-én. Az epizód angol címe Ernest Hemingway: A nap is felkel című regényének címéből származik.
|  | Alább a cselekmény részletei következnek! |

## Cselekmény
Chris utál cserkész lenni, és mindenáron ott akarja hagyni őket, de ezt nem meri elmondani Peternek. Christ végül kirúgják, amikor nem figyel oda a Szappantartó versenyen a rajparancsnokra, és már a bemutató zászlólengetésre elindul. Peter a végsőkig eltökélt, hogy elmegy a családdal Manhattanbe, a cserkészek főhadiszállására, hogy Christ visszavegyék.
Mialatt távol vannak, Brian nem találja tévé távirányítóját, így kénytelen megnézni a Napról napra című sorozat több epizódját, melynek következményeképp intelligenciája rohamosan csökken.
A család megáll a „Geronimo’s Palace” nevű indián kaszinónál, mivel Peternek sürgősen vécéznie kell, ugyanis hasmenése van az aszalt szilvától, és az út során számos olyan jelet lát, amely emlékezteti őt a dologra. Lois hamar szerencsejáték függő lesz, és eljátssza a családi autót is. Miután Peter megtudja, megpróbálja visszaszerezni azt állítva, hogy ő is indián. Azt állítja, hogy az egyik ősét úgy hívták, hogy Jeep Grant Cherokee, vagyis Csingacsguk Cherokee). A kételkedő indián főnök, miután konzultált a vének tanácsával úgy dönt, hogy egy el kell mennie látomáskeresésre, hogy bizonyítsa törzsi mivoltát.
Chris elkíséri Petert a vadonba, remélve, hogy el tudja mondani végre apjának, hogy inkább rajzolni szeretne, mintsem hogy cserkész legyen. Az éhségtől elalélt Peter elkezd beszélni a fákkal, és megjelenik neki spirituális vezetője, a Fonz.
Peter végül meghallgatja Chris panaszát, és rájön, hogy a fia egy tehetséges művész. Miközben a fák Macskák a bölcsőben című számot éneklik, az egyik fa öngyújtót gyújt, amitől erdőtűz keletkezik. Visszatérnek a kaszinóba, és visszakapják az autójukat. Közben az indiánok rádöbbennek, hogy elvesztették a kapcsolatot a gyökereikkel, de végül megelégszenek a pénzzel.
Az epizód hátralévő része az NBC-n sugárzott Amiről tudni illik című műsor paródiája. Lois, Stewie és Meg egy-egy sztereotípiát, majd azok cáfolatát mondja az indiánokról, a mexikóiakról és a svédekről. Amikor azonban Peter a kanadaiakkal folytatja a sort, hosszú szünet után a cáfolat helyett az Amiről tudni illik felirat megjelenése után csak annyit mond, hogy „Kanada szar”.

## Külső hivatkozások
- A fiú csak rajzol az Internet Movie Database-ben (angolul)
- A fiú csak rajzol a Rotten Tomatoeson (angolul)
- A fiú csak rajzol a Box Office Mojón (angolul)